# Liste der Monuments historiques in Pimprez
Die Liste der Monuments historiques in Pimprez führt die Monuments historiques in der französischen Gemeinde Pimprez auf.

## Liste der Bauwerke
| Bezeichnung          | Beschreibung                                         | Standort | Kennzeichnung | Schutzstatus | Datum | Bild |
| -------------------- | ---------------------------------------------------- | -------- | ------------- | ------------ | ----- | ---- |
| Prieuré de la Verrue | Ehemaliges Priorat, erbaut Ende des 13. Jahrhunderts |          | PA00114806    | Inscrit      | 1946  |      |